# بيل فرازير (سياسي)
بيل فرازير هو سياسي كندي، ولد في 13 مارس 1970 في كندا. حزبياً، نشط في الجمعية الليبرالية لنيو برونزويك ‏. وقد انتخب عضو الجمعية التشريعية لنيو برونزويك ‏ عن دائرة Miramichi-Bay du Vin ‏ خلال فترته النيابية ‏ (2010 – 2014) وانتخب عضو الجمعية التشريعية لنيو برونزويك ‏ عن دائرة Miramichi (provincial electoral district) ‏ خلال فترته النيابية ‏ وانتخب عضو الجمعية التشريعية لنيو برونزويك ‏ عن دائرة Miramichi-Bay du Vin ‏ خلال فترته النيابية ‏ (2006 – 2010).